# تپه کوشک زر
تپه کوشک زر مربوط به هزاره ۵ تا ۱ قبل از میلاد است و در ۱۵ فرسنگی جنوب غربی‌ اقلید  واقع شده و این اثر در تاریخ ۱۸ آذر ۱۳۵۴ با شمارهٔ ثبت ۱۲۵۳ به‌عنوان یکی از آثار ملی ایران به ثبت رسیده است.